# Saligny (Yonne)
Saligny ist eine französische Gemeinde mit 658 Einwohnern (Stand: 1. Januar 2022) im Département Yonne in der Region Bourgogne-Franche-Comté. Sie gehört zum Arrondissement Sens und zum Kanton Brienon-sur-Armançon. Die Einwohner werden Salignats genannt.

## Geographie
Saligny liegt etwa vier Kilometer ostnordöstlich von Sens. Umgeben wird Saligny von den Nachbargemeinden Saint-Clément und Soucy im Norden und Nordwesten, Voisines im Nordosten, Fontaine-la-Gaillarde im Osten, Villiers-Louis im Südosten, Malay-le-Petit und Malay-le-Grand im Süden sowie Sens im Westen.

## Bevölkerungsentwicklung
| 1962                       | 1968 | 1975 | 1982 | 1990 | 1999 | 2006 | 2013 |
| -------------------------- | ---- | ---- | ---- | ---- | ---- | ---- | ---- |
| 268                        | 303  | 358  | 504  | 544  | 584  | 656  | 662  |
| Quellen: Cassini und INSEE |      |      |      |      |      |      |      |

## Sehenswürdigkeiten
- Kirche Saint-Laurent